# Крутогорье (Орловская область)
Крутогорье — деревня в Болховском районе Орловской области. Входит в состав Багриновского сельского поселения.
Расположена примерно в 9 км к северу от большого села Фатнево.